# نيكلاس هاوبتمان
نيكلاس هاوبتمان (بالألمانية: Niklas Hauptmann)‏ (27 يونيو 1996 بكولونيا في ألمانيا - ) هو لاعب كرة قدم ألماني في مركز الوسط. لعب مع دينامو دريسدن.

## وصلات خارجية
- نيكلاس هاوبتمان على موقع قاعدة بيانات كرة القدم.إي يو (الإنجليزية)
- نيكلاس هاوبتمان على موقع بيانات كرة القدم. دي إي (الألمانية)
- نيكلاس هاوبتمان على موقع Soccerway.com (الإنجليزية)
- نيكلاس هاوبتمان على موقع عالم كرة القدم.نت (الإنجليزية)